# Centre Marxiste-Léniniste-Maoïste
Het Centre Marxiste-Léniniste-Maoïste (Centre MLM) is een Belgische Franstalige politieke organisatie.

## Historiek
De organisatie ontstond in juli 2010 na de implosie van het Bloc Marxiste-Léniniste. Ze geven het tijdschrift Clarté rouge uit.